# Enric Cortès
Enric Cortès i Minguella (Guimerà, 1939) è un biblista e presbitero spagnolo.

## Biografia
Studiò teologia nell'Università di Friburgo e fece la tesi dottorale Roma in 1972, col titolo Los discursos de adiós de Gn 49 a Jn 13-17. Pistas para la historia de un género literario en la antigua literatura judía (I discorsi di addio da Gn 49 fino a Jn 13-17. Indizi per la storia di un genere letterario nell'antica letteratura ebrea) (1976). È segretario dell'Associazione Biblica della Catalogna da la sua fondazione (1973) e capo del dipartamento di Bibbia e professor della Facultà di Teologia della Catalogna. È cappuccino e attualmente è membro della Fraternità Cappuccina di Sarrià.
Ha studiato i manoscritti ebrei di Gerona. Ha pubblicato altri studi esegetici importanti sulla Bibbia, in catalano ed in spagnolo. In questa lingua ha anche tradutto opere della letteratura ebrea antica. Nella versione della Bibbia della Fondazione Biblica Catalana, tradusse i libri di Abdia e Malachia. Allo stesso modo partecipò nel grupo di traduttori della Bibbia interconfessionale.
Dopo i suoi studi a Friburgo, Roma e Gerusalemme si è specializzato in letteratura ebrea antica, letteratura intertestamentaria e giudaismo medievale. È professor emerito della Facoltà di Teologia della Catalogna, dove ha insegnato teologia bibbica. Xirige la collezione “Letteratura Intertestamentaria” ed è membro e cofundatore della Associazione di Studiosi del Giudaismo Catalano. All'ISCREB (Istituto Superiore di Scienze Religiose di Barcellona) insegna lingua ebraica, giudaismo post-bibbico e introduzione al Nuovo Testamento. Ha pubblicato diversi articoli nella Rivista Catalana di Teologia.